# Sworn to a Great Divide
Sworn to a Great Divide sedmi je studijski album Soilworka, švedskog sastava melodičnog death metala. Objavljen je 19. listopada 2007. u Europi i 23. listopada u SAD-u, a objavila ga je diskografska kuća Nuclear Blast. Sva glazbala snimljena su u studiju Not Quite Studios u Helsingborgu. Producent vokala jest Devin Townsend. Jedini je album sastava na kojem gitaru svira Daniel Antonsson, koji je zamijenio prijašnjeg člana Petera Wichersa. Također je posljednji album s gitaristom Olom Frenningom, koji je 2008. napustio skupinu.
Sworn to a Great Divide prodan je u više od 5000 primjeraka u SAD-u u prvom tjednu objave i završio je na 148. mjestu ljestvice Billboard 200, najvišoj poziciji grupe do danas.

## Promidžba
Pjesma "Exile" objavljena je 3. listopada 2007. Glazbeni spot za pjesmu snimljen je u Göteborgu. Pjesma je također 15. listopada 2007. postala dostupna za preuzimanje i uporabu u videoigri Guitar Hero II na Xboxu 360.

## Popis pjesama
Tekstovi: Speed. 
| 1.    | »Sworb to a Great Divide«    | Daniel Antonsson, Ola Frenning | 3:31 |
| 2.    | »Exile«                      | Speed, Frenning                | 3:48 |
| 3.    | »Breeding Thorns«            | Frenning                       | 3:53 |
| 4.    | »Your Beloved Scapegoat«     | Frenning                       | 3:58 |
| 5.    | »The Pittsburgh Syndrome«    | Speed, Antonsson               | 2:45 |
| 6.    | »I, Vermin«                  | Frenning                       | 3:36 |
| 7.    | »Light Discovering Darkness« | Frenning                       | 3:48 |
| 8.    | »As the Sleeper Awakes«      | Speed, Antonsson               | 4:16 |
| 9.    | »Silent Bullet«              | Frenning                       | 3:24 |
| 10.   | »Sick Heart River«           | Sven Karlsson                  | 4:11 |
| 11.   | »20 More Miles«              | Speed, Antonsson               | 4:36 |
| 41:46 |                              |                                |      |

## Zasluge
Soilwork
- Sven Karlsson – klavijature
- Ola Flink – bas-gitara
- Dirk Verbeuren – bubnjevi
- Speed – vokal
- Daniel Antonsson – gitara
- Ola Frenning – gitara

Ostalo osoblje
- Seth Siro Anton – naslovnica
- Devin Townsend – produkcija (vokali)
- Peter Wildoer – produkcija
- Klas Ideberg – produkcija
- Olle Carlsson – fotografije